# Drogo de Metz

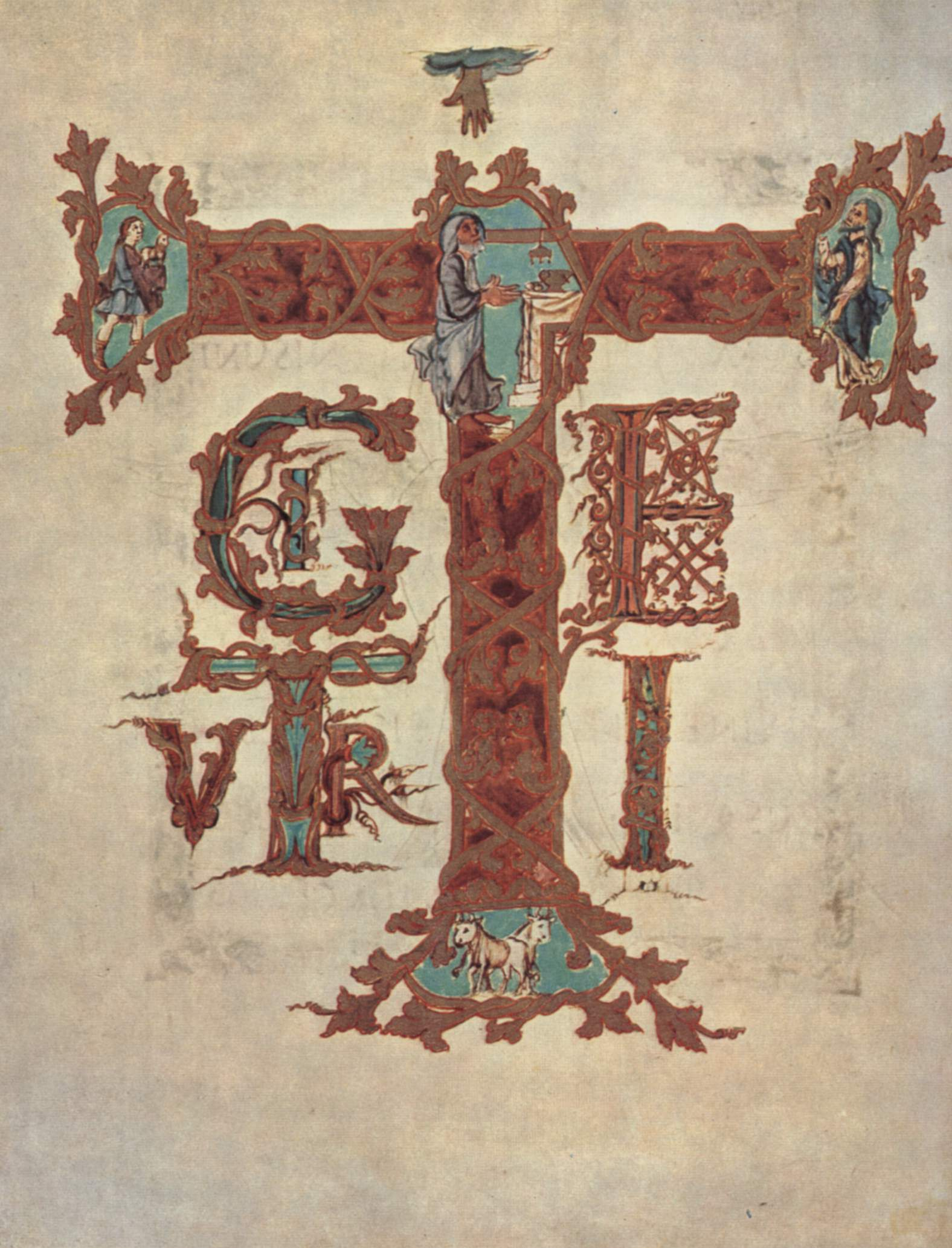
Página del Sacramentario de Drogo.

Drogo, también conocido como Dreux o Drogon (7 de junio de 801-8 de diciembre de 855), fue un hijo ilegítimo del emperador Carlomagno y su concubina Regina.
Como uno de los pocos hijos que sobrevivió a su padre, las perspectivas de Drogo cara a obtener poder político eran muy favorables. Solo había un hijo de Carlomagno mayor que él. Emprendió la vida clerical en 818, fue nombrado abad de Luxeuil en 820, accedió a convertirse en obispo de Metz en 823 y archicapítulo en 834, cargo que ejerció hasta su muerte. Su hermano menor, Hugo, también fue ordenado.
Fue extremadamente fiel a su medio hermano Ludovico Pío y consiguió ejercer un gran poder. Según la Vita Hludovici, Drogo fue el confesor de Ludovico, y fue quien le convenció de que perdonara a sus hijos rebeldes.
La influencia de Drogo empezó a desvanecerse tras la muerte de Ludovico y decayó aún más tras la muerte de Hugo en 844. Aun así consiguió asegurar la producción del Sacramentario de Drogo, al que dio nombre. Está enterrado en la Iglesia de la Abadía de San Arnulfo de Metz.